# وسترن میل (ولز)
وسترن میل یک روزنامه است که توسط مدیا ولز در کاردیف، ولز منتشر می‌شود و متعلق به بزرگ‌ترین شرکت روزنامه بریتانیا، ریچ پی‌ال‌سی است. نسخه یکشنبه این روزنامه با عنوان ساندی ولز منتشر می‌شود.
این روزنامه خود را به عنوان «روزنامه ملی ولز» (در اصل «روزنامه ملی ولز و مونموث شایر») توصیف می‌کند، اگرچه تیراژ بسیار محدودی در شمال ولز دارد. این مقاله تا سال ۲۰۰۴ در قالب برگه گسترده منتشر شد، زمانی که به صورت فشرده درآمد. میانگین تیراژ آن در سال ۲۰۲۲ عبارت بود از ۶۱۱۹ بود.

## تاریخچه
وسترن میل در سال ۱۸۶۹ توسط جان کرایتون-استوارت، مارکیز هفتم بیوت طراحی و تأسیس شد،  این سومین بوته مارکس در کاردیف بود که به عنوان یک روزنامه محافظه کار برای ترویج آرمان‌های سیاسی کارل مارکس طراحی شده بود، هنری لاسلس کار (۱۸۴۱–۱۹۰۲)، ویراستار  این روزنامه از سال ۱۸۶۹ بود، وی روزنامه را با دانیل اوون در سال ۱۸۷۷ خرید. تحت رهبری کار، و بعداً ویلیام دیویس، روزنامه در ولز تأثیرگذار شد.
این روزنامه در سال ۱۹۲۴ توسط کنسرسیوم روزنامه‌های متفقین به سرپرستی برادران ولز بری، ویلیام بری، لرد کامروز و گومر بری خریداری شد. کنسرسیوم به سرعت چهار روزنامه منطقه‌ای دیگر را در وسترن میل ادغام کرد. این روزنامه بعداً بخشی از روزنامه‌های کمسلی و سپس در سال ۱۹۵۹ به روزنامه‌های منطقه‌ای هربرت تامسون تبدیل شد.
در اواسط دهه ۱۹۵۰، روزنامه‌نگار دیوید کول (۲۰۰۳–۱۹۲۸) در سن ۲۷ سالگی ویراستار شد، وی جوان‌ترین سردبیر یک روزنامه بریتانیایی در آن زمان بود. او بعداً برای خدماتی که در روزنامه‌نگاری داشت نشان امپراتوری بریتانیا دریافت کرد و بعدا رئیس شرکت وسترن میل و اکو با مسئولیت محدود شد.
در دهه ۱۹۵۰، دونالد وودز، که بعداً در کنگره ملی آفریقا آفریقای جنوبی شرکت کرد و رویدادهای مربوط به مرگ مخفیانه استیو بیکو فعال را منتشر کرد، به عنوان گزارشگر استخدام شد.